# Mailar, Indi
Mailar là một làng thuộc tehsil Indi, huyện Bijapur, bang Karnataka, Ấn Độ.